# Bombenanschläge von Tyros
Die  Bombenanschläge von Tyros  waren zwei Selbstmordattentate gegen Gebäude, in denen sich Einrichtungen der israelischen Armee während des Libanonkriegs 1982 befanden. Die Stadt Tyros befindet sich im Süden von Libanon.
Die Anschläge töteten insgesamt 103 israelische Soldaten sowie 46 bis 59 Libanesen und verwundeten 95 Menschen. Israel hält die Hisbollah für den Urheber der Anschläge.

## Erster Bombenanschlag
Nach der israelischen Teilbesetzung des Libanons richtete das israelische Militär Kommandoposten in den besetzten Städten ein. Am 11. November 1982 wurde ein siebenstöckiges Gebäude, in dem sich das israelische Hauptquartier befand, mittels einer Autobombe dem Erdboden gleichgemacht. Dabei starben 75 israelische Soldaten, Grenzpolizisten und Agenten des Shin Bet. Weiterhin starben dabei 14 bis 27 Libanesen, die sich in israelischer Gefangenschaft befanden. 27 Israeli und 28 Araber wurden verletzt.
Die israelische Regierung behauptete nach dem Anschlag, dass es sich um einen Gas-Unfall gehandelt habe. Dies steht im Widerspruch zur Aussage von Zeugen, die den Peugeot – in dem die Bombe vermutet wurde – Sekunden vor der Explosion auf das Gebäude der Israelis zurasen sahen, und zu einem Bericht des Shin Bet, der die Vorbereitung des Anschlags durch die Hisbollah beschreibt.

## Zweiter Bombenanschlag
Fast genau ein Jahr später ereignete sich ein fast identischer Anschlag in der Stadt. Ein Selbstmordattentäter fuhr einen Truck, der mit Sprengstoff gefüllt war, in ein Gebäude des Shin Bet auf einem Armeestützpunkt in Tyros. Die Explosion tötete 28 Israelis sowie 32 libanesische Gefangene und verletzte weitere 40 Menschen.